# Максимов, Андрей Маркович
Андре́й Ма́ркович Макси́мов (род. 25 апреля 1959 года, Москва) — российский журналист, писатель, драматург, радио- и телеведущий, сценарист, театральный режиссёр

. Колумнист «Российской газеты» (с января 2010 года), редактор-консультант Всероссийской государственной телерадиокомпании (ВГТРК), руководитель Мастерской факультета журналистики Московского института телевидения и радиовещания «Останкино». Сын поэта Марка Максимова.

## Биография
Отец — поэт, Марк Давидович Максимов (Липович). Заочно окончил факультет журналистики МГУ в 1989 году. Во время учёбы подрабатывал в морге, затем курьером в «Комсомольской правде». Работал в журнале «Пионер», газетах «Комсомольская правда», «Россия», «Собеседник».
На телевидении вёл программы «Зеркало сцены» (Первая программа ЦТ), «Автограф по субботам» (1-й канал Останкино), «Личные вещи», «Программа передач» (обе — Пятый канал) и другие.
С 1996 по 2005 год работал в телекомпании «Авторское телевидение» (АТВ), куда его пригласил Лев Новожёнов, был ведущим передач «Времечко», «Старая квартира», «Пресс-клуб» и «Мужчина и женщина». С 2005 года работает в государственном холдинге ВГТРК.
Был главным редактором и ведущим программы «Ночной полёт» (НТВ, «ТВ Центр», «Культура») с 1997 по 2008 год. Ведущий программы «Дежурный по стране» с Михаилом Жванецким (канал «Россия-1») с апреля 2002 по апрель 2018 года. С 2012 года по настоящее время является ведущим утренней программы «Наблюдатель» (канал «Культура»).
В разное время сотрудничал с радио «Эхо Москвы» («Диалоги о любви», 1996—2000), «Маяк» («Гнездо Глухаря», 2004—2005; «Слова и музыка», 2005—2007; «Собрание слов», 2014—2015), «Культура» и «Шансон».
В 2012 году некоторое время был колумнистом журнала Total Football.
C 2012 года ведёт абонементный цикл «Диалоги при свидетелях с Андреем Максимовым» в Московском международном Доме музыки.
Автор-составитель поэтической антологии «Любовь ушедшего века. Марк Максимов и его друзья», в которой собраны стихи о любви поэтов XX века.
Автор учебного пособия «Профессия: ТВ-журналист» (2011).
В 2014 году Андрей Максимов разработал систему взглядов, принципов и практических приёмов, которая призвана помочь человеку выстроить гармоничные отношения с миром и с самим собой. Система получила название «психофилософия» и была описана в его книгах «Психофилософия. Книга для тех, кто перепутал себя с камнем» и «Психофилософия 2.0».

## Книги

### Романы, повести, рассказы
- Самоубийство земли. — М.: ТЕРРА, 1996.
- Любовные игры на свежем воздухе. — М.: Рипол-классик, 1998.
- Посланник: Роман. — М.: Новая газета; ФИД «Деловой экспресс», 2001. Переиздание: М.: «Жук», 2007.
- Найти Иисуса: Роман. — М.: Время, 2006.
- Про любовь и нелюбовь. — М.: Время, 2006.
- Сны о Лилит. Роман — М.: ОЛМА Медиа Групп, 2007.
- Прошлое будет завтра. — М.: ОЛМА МЕДИА ГРУПП, 2008.
- Карма. Роман — М.: ОЛМА МЕДИА ГРУПП, 2009.
- Исповедь уставшего грешника. Роман. — М.: Арсис, 2013.

### Сборники пьес и сценариев
- Вне Времечка. — М.: Новая газета; ФИД «Деловой экспресс», 2000.
- День рождения Синей бороды и другие истории о любви. — М.: Деловой экспресс, 2004.
- Другой полёт. — М.: Зебра Е, АСТ, 2008.

### Книги для детей
- Домашние сказки. — М.: АиФ — Принт, 2003.
- Сказки для тебя. — М.: «Рипол-классик», 2008.
- Не стреляйте в Сочинителя Историй! Повесть о Роберте Луисе Стивенсоне. — М.: Игра слов, 2011.
- Прочистите ваши уши. Многослов-3: первая философская книга для подростков. — М.: СВР- Медиа, 2011.
- Солнце на дороге. — Издательство Детская литература: ЛМК, 2017.

### Non-Fiction
- Чудеса в кошельке: Книга для тех, кто хочет стать богатым. — СПб.: ИИЦ «Деловая жизнь», 1992. В соавторстве с Ларисой Усовой.
- Деньги дикие и домашние: Книга для молодых людей любого возраста. — М.: ЕЛМ-ПРЕСС, 1997.
- День святого Валентина. — М.: «Собеседник», 1997.
- Диалоги любви. — М.: «Деловой экспресс», 1999.
- Десятая книга, или за кулисами «Времечка». — М.: АСТ; Астрель, 2002.
- Как разговорить собеседника, или Ремесло общения. — М.: АСТ-ПРЕСС КНИГА, 2004.
- Искусство заниматься любовью, или Учебник для Дон Жуана. — М.: Время, 2006.
- Многослов. — М.: Олма Медиа Групп, 2008.
- Многослов-1. — М.: СВР-Медиа, 2009.
- Многослов-2, или Записки офигевшего человека. — М.: СВР-Медиа, 2009.
- Интеллигенция и гламур. — М.: СВР-Медиа, 2010.

### Книги по психологии
- Как разговорить собеседника, или Ремесло общения. — М.: АСТ-ПРЕСС КНИГА, 2004.
- Как не стать врагом своему ребёнку. — СПб.: Питер, 2013. — ISBN 978-5-496-00666-8.
- Общение: в поисках общего. — СПб.: Питер, 2013. — ISBN 978-5-4461-0098-9.
- Психофилософия. Книга для тех, кто перепутал себя с камнем. — СПб.: Питер, 2014.
- Психофилософия 2.0. — СПб.: Питер, 2014.
- Песталоцци XXI. Книга для умных родителей. — СПб.: Питер, 2015.
- Родители как враги. — СПб.: Питер, 2017.
- Удовольствие жить и другие привычки нормальных людей. — СПб.: Питер, 2018.

## Фильмография

### Актёрские работы
1. 1990 — Чернов/Chernov — коллега Чернова
2. 2005 — Таксистка-2 (5 серия) — Золотейников, режиссёр
3. 2006 — Кулагин и партнёры («Не личное дело») — журналист
4. 2014 — Мальчики + девочки =

### Автор сценария
1. 2003 — Остров без любви
2. 2003 — Третий вариант
3. 2004 — Год Лошади: Созвездие скорпиона
4. 2004—2013 — Кулагин и партнёры
  1. «Не личное дело»
  2. «Богатые тоже платят»
  3. «Сказки XXI века»
5. 2008 — Марево